# لوكو (كونييتش)
لوكو (بالسيريلية Луко) هي قرية في البوسنة والهرسك. وهي تقع في بلدية كونييتش التابعة لكانتون الهرسك-نيريتفا في اتحاد البوسنة والهرسك. طبقا لنتائج تعداد البوسنة عام 2013 فقد كان عدد سكانها أقل أو يساوي 10 نسمة.
قبل الحرب البوسنية، كانت القرية بالكامل جزءا من بلدية كالينوفيك، وبعد الحرب أصبحت مرتبطة جزئيا ببلدية كونييتش، والتي تم تضمينها إلى اتحاد البوسنة والهرسك.

## التركيبة السكانية

### التطور التاريخي للسكان
| 1961 | 1971 | 1981 | 1991 | 2013 |
| ---- | ---- | ---- | ---- | ---- |
| 107  | 95   | 70   | 22   | ≤ 10 |

## وصلات خارجية
- Maplandia (بالإنجليزية)